# 慈恩寺 (郡上市)

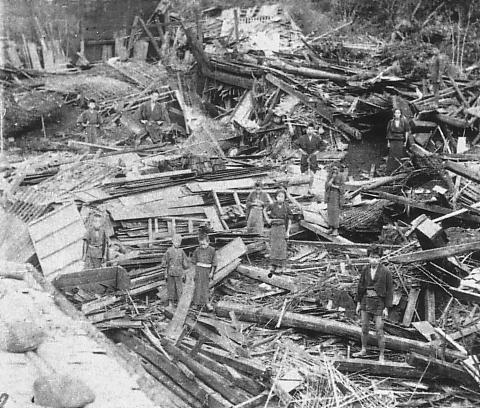
明治26年（1893年）の慈恩寺倒壊の様子

慈恩寺（じおんじ）は、岐阜県郡上市にある臨済宗妙心寺派の寺院である。山号は鐘山。寺号は正しくは慈恩護国禅寺と称する。本尊は釈迦如来。

## 歴史
この寺は、1606年（慶長11年）郡上八幡城主遠藤慶隆（1550年～1632年）の開基、半山紹碩が師の南化玄興を勧請開山として創建した。当初慈恩寺と号していたが、江戸時代の1738年（元文3年）護国の号を下賜された。著名な住職に隠山惟琰の法嗣、棠林宗寿がおり、以来その法が受け継がれている。そのため、隠山や棠林の墨跡を多く所蔵する。
明治26年（1893年）に裏山が豪雨により土砂崩れを起こして埋没し、多くの死傷者を出した。この災害は慈恩寺崩れと呼ばれている。

## 文化財

### 重要文化財
- 花園天皇宸翰御消息[1]

### 岐阜県指定重要文化財
- 絹本著色薬師三尊十二神将像[2]
- 紙本墨書白隠禅師書[3]